# Matriu de punts
|  | No s'ha de confondre amb Mapa de bits. |

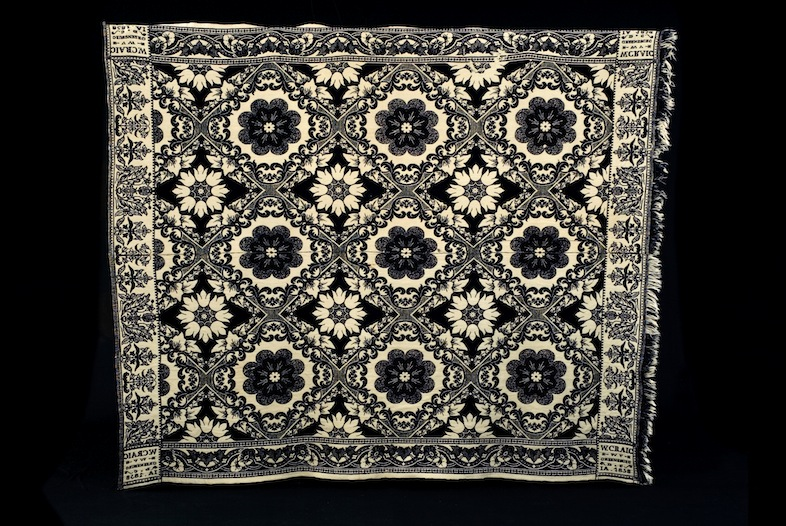
Patró de matriu de punts teixit en tela el 1858 utilitzant targetes perforades en un teler jacquard.

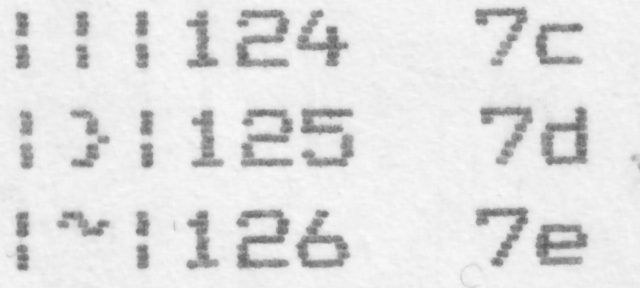
Vista de primer pla del text de matriu de punts produïda per una impressora d'impacte.

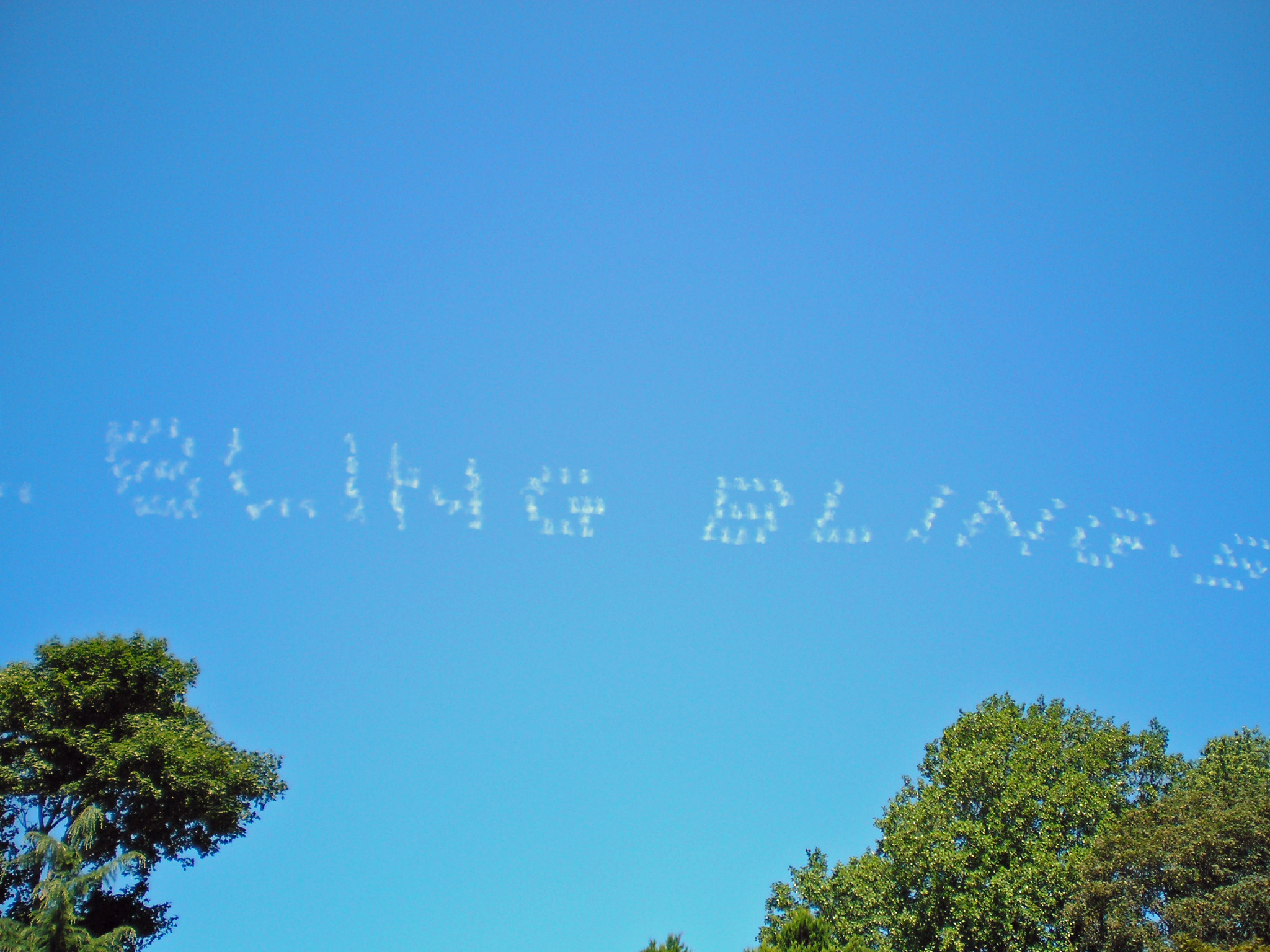
"Bling Bling": Dot matrix-style skywriting.

Una matriu de punts és un patró en una matriu de 2-dimensions, que s'utilitza per representar caràcters, símbols i imatges. Cada tipus de tecnologia moderna utilitza matrius de punts per mostrar informació, es poden citar entre les més importants (excloent les seves noves versions "smart"): els telèfons mòbils, els televisors, les impressores. També s'utilitzen en la industria tèxtil, p.e.: fent trames en alguns teixits o artesanalment en el punt de creu.
Una forma alternativa de visualització d'informació mitjançant línies i corbes es coneix com a pantalla vectorial, s'utilitzava amb dispositius informàtics inicials com ara les pantalles de radar de control de trànsit aeri i plòters basats en bolígrafs, però que ha entrat en desús. Les pantalles vectorials electròniques eren només monocromàtiques i, o bé no omplien els interiors de formes de vector tancades, o el farciment de formaerar lent, requeria molt de temps i, sovint, no era uniforme, com el cas dels traçadors de plomes.
A les impressores, els punts solen ser les zones més fosques del paper. A les pantalles, els punts poden il·luminar-se, com en una pantalla LED, CRT o plasma, o ser foscos, com en una pantalla LCD o en una impressora matricial.

## Ús en ordinadors
Tot i que la producció d'ordinadors moderns és generalment la forma de matrius puntuals (tècnicament parlant), les computadores poden emmagatzemar dades internament com a matriu de punts o com un patró de línies vectorials i corbes. La codificació de dades vectorials requereix menys memòria i menys emmagatzematge de dades, en situacions on les formes poden necessitar ser redimensionades, igual que els tipus de lletra. Per obtenir la màxima qualitat d'imatge utilitzant només fonts de matriu de punts, caldria emmagatzemar un patró de matriu de punts independent per a les diferents mides de punts potencials que es podrien utilitzar. En el seu lloc, un únic grup de formes vectorials s'utilitza per representar tots els patrons específics de matriu de punts necessaris per a la visualització o tasca d'impressió actuals.

### Tots els punts adreçables
Tots els punts adreçables (APA) o píxels adreçables, en el context d'una matriu de punts en un monitor d'ordinador o qualsevol dispositiu de visualització que consti d'una matriu de píxels, es refereix a un arranjament pel qual els bits o les cel·les poden ser controlats individualment, en lloc de reescriure tota la matriu, o regions definides com a caràcters, cada vegada que es necessita un canvi.
Generalment, els modes de text no són adreçables a tots els punts, mentre que els modes gràfics sí que ho són. Amb l'adveniment d'un hardware de gràfics més potent per a ordinador, l'ús i la importància dels modes de visualització només de text ha disminuït i, amb els modes gràfics, generalment es dona per fet que són "tots els punts adreçables".

## Ús en impressores
El procés de realització de la impressió de matriu de punts pot comportar impressores de matriu de punts, tant per a impressores d'impacte com sense impacte (injecció, sublimació, làser).
Gairebé totes les impressores d'ordinador modernes (tant d'impacte com de no impacte) creen el seu joc de caràcters com una matriu de punts i poden utilitzar-les.
- Impressora làser
- Impressora d'injecció
- Impressora matricial

- Impressora de sublimació de tinta
- Impressora de raig de tinta
- Impressora làser
- Impressora tèrmica

Llevat de les impressores de matriu de punts amb impacte, no és habitual anomenar-les emprant aquest terme.
Les impressores que no són, però, el que el New York Times anomena una "impressora d'impacte de matriu de punts" no s'anomenen impressores de matriu de punts. Les impressores d'impacte sobreviuen on es necessiten imprimir formularis amb vàries còpies, ja que les agulles poden imprimir punts a través de múltiples capes de paper per fer una auto-còpia idèntica a l'original, per motius de seguretat (evitar falsificacions).
Com a impressora d'impacte, el terme es refereix principalment a impressores d'impacte de baixa resolució, amb una columna de 8, 9 o 24 "agulles" que impacten sobre el paper a través d'una cinta de tela impregnada de tinta, com una cinta de màquina d'escriure, contrastant amb les impressores de bola o de cilindre, les impressores de margarida i les impressores de línies que utilitzen una forma fixa amb relleu de tipus de metall o plàstic per marcar el paper.
Totes les impressores electròniques solen generar dades d'imatge com a procés en dos passos. Primet, la informació que es vol imprimir es converteix en una matriu de punts mitjançant un processador d'imatges de trama, i la sortida és una matriu de punts denominada imatge de trama, que és una representació de la pàgina completa de la informació que s'ha d'imprimir. El processament de la imatge ràster es pot produir-se a la impressora mitjançant un llenguatge de descripció de pàgina, com ara Adobe Postscript, o pot ser realitzat mitjançant un programari de control d'impressora instal·lat a l'ordinador de l'usuari.
Les impressores d'impacte de principis dels anys vuitanta van utilitzar una forma senzilla de processament d'imatges de ràster intern, utilitzant jocs de caràcters de mapa de bits integrats de baixa resolució per representar dades de caràcters en brut enviats des de l'ordinador i només podien emmagatzemar dades de matriu de punts suficients per a una línia d'impressió a la vegada. El processament de la imatge de ràster extern era possible, com per imprimir una imatge gràfica, però normalment era extremadament lent i les dades s'enviaven línia per línia a la impressora d'impacte.
Segons la tecnologia de la impressora, pot ser que la mida del punt o la forma de la graella no siguin uniformes. Algunes impressores són capaces de produir punts més petits i poden intercalar els punts petits a les cantonades més grans per aconseguir antialiasing. Algunes impressores tenen una resolució fixa en el capçal d'impressió, però amb un micro-pas molt més reduït per a l'alimentació de paper mecànic, el que resulta en resolucions d'impressió no uniformes superposades per punts com 600×1200 ppp.
Una matriu de punts és útil per arribar a marcar materials diferents del paper. A la indústria manufacturera, moltes aplicacions de marcatge de productes utilitzen mètodes d'impacte o d'injecció de tinta de matriu de punts. Això també es pot utilitzar per imprimir codis matricials 2D, per exemple Datamatrix .

## Matriu de LEDs

Una pantalla de matriu de LED que escaneja per files mostrant la lletra W

Una pantalla de matriu de LEDs o pantalla LED, és una pantalla de matriu de punts gran i de baixa resolució, útil tant per a visualitzacions d'informació tant industrials com comercials, així com per a les interfícies home-màquina. Consisteix en una matriu 2-D de díodes amb els seus càtodes units en files i els seus ànodes units en columnes (o viceversa). Controlant el flux de corrent a través de cada "parell fila i columna", és possible controlar cada LED de forma individual. Mitjançant la multiplexació, l'exploració a través de les files, i l'activació ràpida dels LED, es poden crear caràcters o imatges quer mostrin la informació a l'usuari. En variar la freqüència d'impuls per LED, la pantalla pot aproximar els nivells de brillantor. Els LED de diversos colors o els LED de color RGB permeten utilitzar-los com a visualització d'imatges a tot color. La freqüència de refresc normalment ha de ser prou ràpida per evitar que l'ull humà detecti el parpelleig.
La diferència principal entre una matriu de LED corrent i una pantalla OLED és la gran resolució els punts de la darrera. El monitor OLED funciona conceptualment igual, excepte que hi ha moltes vegades més punts i tots són molt més petits, cosa que permet obtenir més detalls en els patrons que es mostren.